# Episodi di Nero a metà (terza stagione)
La terza stagione della serie televisiva Nero a metà, composta da 12 episodi, è stata trasmessa in prima visione e in prima serata su Rai 1 HD dal 4 aprile al 9 maggio 2022.
| nº | Titolo                                  | Prima TV       |
| -- | --------------------------------------- | -------------- |
| 1  | Segreti e bugie - Parte prima e seconda | 4 aprile 2022  |
| 2  | Segreti e bugie - Parte prima e seconda | 4 aprile 2022  |
| 3  | Solo un passo                           | 11 aprile 2022 |
| 4  | Comunque bella                          | 11 aprile 2022 |
| 5  | Nei suoi panni                          | 18 aprile 2022 |
| 6  | Un uomo per bene                        | 18 aprile 2022 |
| 7  | Per te                                  | 25 aprile 2022 |
| 8  | Separazioni                             | 25 aprile 2022 |
| 9  | Colpevoli omissioni                     | 2 maggio 2022  |
| 10 | Ah, l'amore, l'amore                    | 2 maggio 2022  |
| 11 | A viso scoperto                         | 9 maggio 2022  |
| 12 | Per una figlia                          | 9 maggio 2022  |

## Segreti e bugie - Parte prima e seconda
- Diretto da: Claudio Amendola

### Trama
Muzo si dimette dalla polizia e, dopo aver salutato Carlo, lascia l'ufficio. Fuori dal commissariato però sorprende un ragazzo a rubare a un anziano su una panchina ma non riesce a fermarlo. L'uomo, Luca Dumi, è morto ucciso da un proiettile secondo quanto appurato da Giovanna Di Castro. Il rapinatore Remo Scaglia ha dei precedenti ma non sembra essere l'assassino dell’uomo; arrestato dal commissario della Narcotici, Giulia Trevi, l'uomo racconta di essersi seduto vicino a Dumi e, dopo aver capito che era morto, gli ha rubato il portafoglio. Si indaga quindi sulla vita privata dell’uomo che da anni aveva un'amante, Paola Gerasi.
Nel frattempo Alba aspetta la madre fuori dal carcere per poter passare qualche ora insieme, ma la donna è sparita. Alba ha così modo di conoscere Federico, un educatore del carcere. Grazie a Malik scopre poi che Clara è entrata in un bar nei pressi del carcere scappando dal retro. Alba racconta al padre che aveva organizzato un incontro con l'attuale compagno della madre Bruno e l'altra figlia Alice. Carlo affronta quindi Bruno mettendolo in guardia dalle azioni di Clara e inizia a indagare sulla fuga della donna.
- Altri interpreti: Fortunato Cerlino (Mario Muzo), David Sebasti (questore), Augusto Fornari (Carlo Benzi), Mariella Valentini (Vittoria Silani), Antonio Mirabella (Remo Scaglia), Claudia Rota (madre di Cantabella), Enrico Maria Ruggeri (Francesco Gerasi), Eleonora Lausdei (Livia), Giulia D’Aloia (barista Ginevra), Gabriella Silvestri (Siria), Sabrina Martina (Alice).
- Ascolti: telespettatori 4 611 000 – share 21%[1].

Muzo trova il corpo di tale Enzo Cartani nella stessa villetta nella quale si incontravano Dumi e l'amante. Questa viene finalmente rintracciata, interrogata e messa in stato di fermo. Bragadin intanto ha indagato sulla morte di Marino Gela, socio di Dumi ed ex marito della moglie di Dumi, Vittoria Silani. Si scopre che in realtà Cartani ha prodotto una falsa testimonianza sull'omicidio di Gela, coprendo Dumi e incolpando una donna che non aveva nulla a che fare. Viene poi rilasciata Paola Gerasi. Infine la vedova di Dumi confessa di aver ucciso il marito e Cartani per vendetta.
Malik intanto indaga sugli spostamenti di Clara tra Ginevra e Roma. Alba e la sorellastra Alice entrano in confidenza. Carlo legge il fascicolo del nuovo arrivato Bragadin scoprendo che ha ucciso un ragazzo che dava fastidio a lui e alla sua fidanzata. Carlo fa arrestare di proposito per un presunto furto la sua informatrice Ottavia che finisce nella cella che era stata di Clara. Qui da subito entra in contatto con Siria e Livia, e queste, in uno scambio di favori, le permettono di usare un cellulare, in passato utilizzato da Clara. Uscita poco dopo dal carcere, Ottavia riporta tutto al commissario. Bragadin scopre che Clara, prima di costituirsi, era già venuta a Roma varie volte, e sempre per incontrare una donna che ora è morta.
- Altri interpreti: Fortunato Cerlino (Mario Muzo), Augusto Fornari (Carlo Benzi), Mariella Valentini (Vittoria Silani), Ketty Roselli (Paola Gerasi), Enrico Maria Ruggeri (Francesco Gerasi), Gabriella Silvestri (Siria), Eleonora Lausdei (Livia), Yann Christopher Anguekeu (Alex), Fabrizio Eleuteri (edicolante), Sabrina Martina (Alice).
- Ascolti: telespettatori 4 611 000 – share 21%[1].

## Solo un passo
- Diretto da: Claudio Amendola

### Trama
Il commissariato Monti si occupa della morte di Don Fabio Rodine che dirigeva un centro di reinserimento per persone che hanno avuto problemi con la giustizia. Dopo aver sospettato di due uomini che erano in conflitto con lui, grazie a un'intuizione del nuovo commissario della scientifica Cori, ex compagna di Bragadin appena arrivata, trasferitasi da Brescia per riconquistarlo, si scopre che l'assassino è Orazio Mannini, il quale racconta di averlo ucciso per sbaglio, dato che voleva solo spaventarlo con uno sparo.
Nel frattempo Cantabella scopre che la ragazza trovata morta sotto il cavalcavia si chiama Nika, e la Di Castro capisce che è stata messa lì di proposito dopo essere stata uccisa a pugni. La ragazza lavorava come ballerina per il Night Owl,  un locale notturno della Roma bene gestito da Alfio Pugliani, losco personaggio che ha un vasto giro di spaccio secondo quanto appurato dalla Trevi. Cantabella decide di recarsi al locale per proporsi a Pugliani come suo "uomo" nella polizia. Guerrieri capisce quindi che Clara faceva la spola tra Ginevra e Roma lavorando per Pugliani e insieme a Malik trova il casale dove si è rifugiata dopo essere scappata da Rebibbia. Monica intanto ha capito che Malik è ancora innamorato di Alba e glielo fa presente allontanandosi da lui.
- Altri interpreti: Enzo Casertano (Orazio Mannini), Alexia Cozzi (Sara Barese), Stefano Fabrizi (Damiano Sensi), Roberta Procida (Miriam Rodine), Alessandro Proietti (Simone), Carlo Ragone (don Ugo), Pascal Zullino (Mariano Barese).
- Ascolti: telespettatori 4 459 000 – share 21,3%[2].

## Comunque bella
- Diretto da: Claudio Amendola

### Trama
Nel casale viene trovato del sangue che però non è di Clara. Guerrieri viene a sapere dalla Trevi che i suoi uomini erano presenti al Night Owl e decide di sospendere Cantabella.
Lungo la Cassia viene ritrovato il cadavere di una ragazza; da un ciondolo si risale all’identità di Giusy Mastroni, una ragazza che lavorava come promoter per la Benevit, i cui amministratori, Silvana Cappelli e Alessandro Tummoli, verranno arrestati per averla uccisa facendole ingerire un grosso quantitativo di fertilizzante con l’obiettivo di farla dimagrire.
Una sera Carlo, mentre sta accompagnando Alba a casa, sorprende dei ladri calarsi dal balcone dell'appartamento della figlia: uno dei due viene fermato dal commissario, ma il complice in fuga gli spara dall’auto in corsa uccidendolo.
- Altri interpreti: Matteo Angelucci (Suleyman Dakka), Marco Belocchi (Alberto Mastroni), Filippo Contri (Giacomo Miele), Sebastiano Gavasso (Alessandro Tummoli), Gaia Insenga (Silvana Cappelli), Cecilia Napoli (Marina Colapianti), Maurizio Pepe (proprietario villa).
- Ascolti: telespettatori 4 459 000 – share 21,3%[2].

## Nei suoi panni
- Diretto da: Claudio Amendola

### Trama
Guerrieri vuole fare chiarezza sul furto di una misteriosa sacca di Clara dall’appartamento di Alba. Cantabella, intanto, entra nelle grazie di Pugliani e lo salva durante una perquisizione della Narcotici.
La squadra, intanto, indaga sulla scomparsa della professoressa Cecilia Ferrari; Guerrieri riuscirà a far confessare Cristiana Tramonti e Mattia Bischi.
- Altri interpreti: Matteo Angelucci (Suleyman Dakka), Emma Benini (Diletta Cerbaia), Maria Cecilia Cinardi (Cristiana Tramonti), Massimo Di Michele (Mattia Bischi), Antonella Laganá (giudice).
- Ascolti: telespettatori 3 788 000 – share 18,5%[3].

## Un uomo per bene
- Diretto da: Claudio Amendola

### Trama
Guerrieri e la sua squadra indagano sulla morte di un notaio, Ferdinando Mosizzi, investito da un'auto pirata. Si sospetta di Graziano Capeci inizialmente ma sarà la figliastra Livia a confessare di aver ucciso Mosizzi perché aveva abusato di lei fin da quando era adolescente.
La compagna di Pugliani avvicina Cantabella proponendo di incastrare l’uomo, ma il poliziotto non si fida e la manda via. Elisa Cori prova che il proiettile partito dalla pistola di Guerrieri ha preso di striscio Pugliani prima di conficcarsi in un muretto di fronte a casa di Alba; il poliziotto però preferisce aspettare e non arrestare l’uomo per il furto e l’omicidio del complice che si chiama Suleyman Dakka secondo quanto scoperto da Spartaco Mattei, agente della Narcotici.
Carlo e Malik scoprono poi che Clara ha ritirato un trolley a un deposito bagagli pochi giorni prima.
- Altri interpreti: Matteo Angelucci (Suleyman Dakka), Yann Christopher Anguekeu (Alex), Federico Antonucci (Graziano Capeci), Alice Astuto (Giorgia Mosizzi), Sara Cianfriglia (Grazia Mosizzi), Giulia Cutrona (Bassetti, guida turistica), Angelica Di Majo (Gioia, addetta al deposito dei bagagli), Leonardo Ghini (Saverio), Massimo Rivalta (Valerio Calzola), Giulia Todaro (Livia Mosizzi), Giulio Turbolente (ragazzo cocaina rosa).
- Ascolti: telespettatori 3 788 000 – share 18,5%[3].

## Per te
- Diretto da: Enrico Rosati

### Trama
L’avvocato Adele Parmi viene uccisa aprendo un pacco bomba recapitatole da un corriere. Malik, sul cellulare della donna, riceve una chiamata dal presunto responsabile che annuncia che ci saranno altre esplosioni. L’uomo viene identificato in Claudio Lucenti, il quale però si suicida all’arrivo della polizia. La squadra di Guerrieri sventa un altro attentato bloccando il corriere che stava consegnando il pacco al perito Ettore Mariani. Guerrieri intuisce che il terzo pacco potrebbe essere recapitato a Furio Moselli, dottore che seguiva Arianna Rubini, la compagna di Lucenti, che è morta di leucemia e che sosteneva e di essersi ammalata a causa dei terreni inquinati circostanti la loro abitazione. Mariani ammette di aver firmato una perizia falsa in cambio di 10.000 euro ricevuti dall’avvocatessa Parmi per conto di una ditta ignota. Guerrieri capisce allora che l’ultimo pacco è diretto ai vertici della ditta che ha smaltito i rifiuti vicino all’abitazione della vittima e salva in extremis il piccolo Guido, il figlio di Salvatore Sirmonti, che stava per aprire la busta.
Mentre continua la ricerca di Clara, Cantabella viene prelevato da Pugliani sotto casa.
- Altri interpreti: Alessio Caruso (Salvatore Sirmonti), Massimo Cimaglia (Furio Moselli), Giulia Cutrona (Bassetti, guida turistica), Angelica Di Majo (Gioia, addetta al deposito dei bagagli), Giampiero Mancini (Ettore Mariani), Paolo Mastrorosato (corriere), Massimo Rivalta (Valerio Calzola), Sid Rosati (Guido Sirmonti).
- Ascolti: telespettatori 4 484 000 – share 19,28%[4].

## Separazioni
- Diretto da: Enrico Rosati

### Trama
La Cori riesce a localizzare Cantabella e così Carlo e Malik riescono a salvarlo mentre Pugliani riesce a scappare dopo aver ucciso, poiché diventato scomodo, l’uomo misterioso che ha a che fare con la scomparsa di Clara. La Trevi pensava di fare un grosso blitz ma arresta solo un piccolo spacciatore, Enrico Saffi, e due ragazzi minorenni. Per evitare ritorsioni, Cantabella deve sparire fino a quando l’indagine non sarà terminata.
Bragadin dice alla Cori che non riesce a tornare indietro, allontanandola. Alice si è ripresentata a casa di Alba. Spartaco capisce di essere seguito da Ottavia, la porta al commissariato del Rione Monti e affronta a muso duro Carlo che, grazie all’informatrice e non a lui, aveva scoperto delle informazioni preziose su Suleyman Dakka. Malik, più che essere geloso del rapporto che c’è tra Alba e Federico, l’educatore del carcere, ha dei sospetti sul ragazzo e inizia a indagare. Carlo invece non si fida di Bruno Levani, secondo marito di Clara, che non si è più fatto vedere. Ottavia finisce per passare la notte con Spartaco venendo poi sorpresa la mattina seguente a frugare tra le sue cose. 
Bragadin scopre che l’uomo misterioso si chiama Valerio Calzola, risultato morto nel 2002, che avrebbe aiutato Clara a sparire anni prima e che ora l'avrebbe ricattata. Dalle registrazioni del deposito dei bagagli si vede Clara rubare un cellulare a una guida turistica che ne aveva denunciato il furto. Localizzando il dispositivo, scaricatosi dopo poco tempo, Carlo e Malik trovano a malincuore il cadavere di Clara dentro a un capannone.
- Altri interpreti: Massimo Rivalta (Valerio Calzola), Ariele Vincenti (Enrico Saffi), Livia e Cecilia Trivella (Emma Lisi), Giulia Cutrona (Bassetti, guida turistica).
- Ascolti: telespettatori 4 228 000 – share 21,22%[4].

## Colpevoli omissioni
- Diretto da: Enrico Rosati

### Trama
Carlo non si dà pace per la morte di Clara e, insieme alla sua squadra e a quella della Trevi, inizia a indagare sull’accaduto e su Calzola. 
Bragadin davanti al commissariato si vede morire davanti di colpo un giovane ragazzo, Michele Crispi, un rider che poi scoprirà essere stato pestato da un collega che si era sentito scalzato.
Carlo chiede a Ottavia di aiutarlo nella ricerca di Dakka, la figlia di Suleyman, ma poi glielo chiede pure Spartaco.
La Cori chiede il trasferimento a Brescia, dato che Bragadin non la vuole.
Malik, invece, fa delle ricerche personali su Federico Viessi.
- Altri interpreti: Luca Buellis (Ahmed), Aurora Materni (Maryam), Giuliano Oppes (Gaetano Marcucci), Xhulio Petushi (Dima Ceban), Edoardo Tognazzi (Roberto Frisali), Ariele Vincenti (Enrico Saffi).
- Ascolti: telespettatori 4 829 000 – share 23,4%[5].

## Ah, l'amore, l'amore
- Diretto da: Enrico Rosati

### Trama
Bragadin, sollecitato da una portinaia, entra nell’appartamento di una professoressa universitaria, Gemma Rioli, trovando il suo cadavere chiuso in un armadio. La Repola scopre che la donna e suo fratello Filippo spedivano dei soldi a una donna apparentemente bisognosa conosciuta sul web; dietro al profilo si nascondeva tale Romeo Anguillara, che verrà fermato dalla polizia insieme ai ragazzi che lavorano segretamente per lui nel sottoscala della sua attività commerciale. Filippo Rioli confessa di aver ucciso la sorella per la rabbia di aver scoperto di essere stato truffato e per impossessarsi dei soldi che la donna si era fatta restituire da Anguillara.
Carlo e Malik interrogano Viessi perché hanno dei sospetti su di lui. Nel frattempo Alba riferisce a Malik di avere anche lei dei dubbi su Federico; i due finiscono poi per fare l’amore. Anche tra la Trevi e Guerrieri scatta la scintilla. La Cori è in partenza ma viene fermata da Bragadin che la bacia appassionatamente. Ottavia riesce a parlare con un amichetto della figlia di Dakka che viene sfruttato insieme ad altri bambini.
- Altri interpreti: Massimo Bonetti (Filippo Rioli), Yann Christopher Anguekeu (Alex), Alberto Baraghini (autista furgone), Luca Buellis (Ahmed), Giampiero Lisarelli (Romeo Anguillara).
- Ascolti: telespettatori 4 401 000 – share 23,4%[5].

## A viso scoperto
- Diretto da: Enrico Rosati

### Trama
Carlo dopo tanto tempo rivede Cristina per le pratiche del divorzio anche se tra i due non sembra esserci astio. Bragadin ha passato la notte con la Cori la quale lo riprende per il fatto di girare con la pistola scarica per la paura di uccidere qualcuno come successo a Brescia. Carlo riesce a trovare Maryam, la figlia di Dakka finita nel giro del traffico di bambini di Pugliani e che ora viene accolta nella casa-famiglia di Monica Porta. La squadra di Guerrieri e quella della Trevi fanno una retata in un capannone arrestando diverse persone vicine a Pugliani.
Intanto Malik e Bragadin vengono chiamati a indagare sulla morte di tale Vincenzo Marasi il cui corpo viene ritrovato tra i rifiuti. La squadra non crede alla confessione di un ragazzo minorenne e riuscirà a risalire al vero colpevole.
Carlo e Malik, tramite Bruno, avvisano Alba del fatto che Federico è pericoloso e di non salire sulla sua auto fuori dall'aeroporto; il ragazzo capisce tutto e fugge.
- Altri interpreti: Alessia Barela (Cristina Regelli), Alberto Baraghini (autista furgone), Luca Buellis (Ahmed), Aurora Materni (Maryam), Giuliano Oppes (Gaetano Marcucci), Ariele Vincenti (Enrico Saffi).
- Ascolti: telespettatori 4 983 000 – share 23,4%[6].

## Per una figlia
- Diretto da: Enrico Rosati

### Trama
Alba per sicurezza non può uscire di casa e ha Lisi sotto casa a proteggerla ma Federico riesce a tramortire il poliziotto e tenta di portarla via. Carlo e Malik riescono a fermarlo in tempo nel parcheggio dietro casa e riescono a farsi consegnare Pugliani e la compagna, i veri responsabili della morte di Clara. Nel frattempo Maryam scappa dalla casa-famiglia di Monica e viene ritrovata in un container con gli altri bambini mentre il loro reclutatore viene arrestato; la bambina può quindi finalmente ricongiungersi con sua madre.
Tra Carlo e Cristina c'è un riavvicinamento mentre Monica ribadisce a Malik di non volere più stare con lui poiché è chiaro che abbia solo Alba in testa e Marco, poiché l'indagine è terminata, può finalmente tornare a casa e ricongiungersi con Cinzia.
- Altri interpreti: Alessia Barela (Cristina Regelli), Yann Christopher Anguekeu (Alex), Alberto Baraghini (autista furgone), Luca Buellis (Ahmed), Aurora Materni (Maryam), Marta Razza (madre di Maryam).
- Ascolti:  telespettatori 4 587 000 – share 26,4%[6].